# Under the Makeup
"Under the Makeup" er den seksogfyrrende single af det norske band A-ha. Singlen blev udgivet den 3. juli 2015 og er den første single fra gruppens 2015-album Cast in Steel. Singlen blev både skrevet og komponeret af guitaristen i A-ha, Pål Waaktaar-Savoy. Pål og norske Erik Ljunggren producerede også singlen, som blev indspillet sammen med resten af albummet i gennem starten af 2015. Ved dens udgivelse fik singlen blandede til gode anmeldelser. Mange anmeldere roste Morten Harkets vokaler og kompositionen, som det ses i Budsstikkas anmeldelse, hvor de skriver, at "Morten Harkets stemme er som en klar strøm".